# Касб
Касб (араб. كسب‎ —  приобретение, присвоение‎) — исламский термин, обозначающий религиозно-этическую концепцию, согласно которой в осуществлении человеческих действий участвуют два «действователя» (фа’илан) — Бог, который их творит, и человек, который их «присваивает». Сторонники данной концепции занимают компромиссную позицию по отношению к доктринам кадаритов и джабаритов.
Расхождения в толковании источника человеческой воли (ирада) и способности (кудра) породили различные варианты концепции касба. Бывший мутазилит Дирар ибн Амр считал, что способность человека к «присваиванию» и сам этот акт являются результатом его свободной воли, ввиду чего он является подлинным инициатором «присваивания». Концепция Дирара нашла сторонников в лице Хишама ибн аль-Хакама и ряда сифатитов. Хусейн ан-Наджжар утверждал, что способность и акт творятся Богом в человеке вместе с сотворением действия, и в этом смысле человек выступает в качестве инициатора «присваивания» только в «метафорическом смысле». Концепция ан-Наджжара нашла сторонников в лице куллабитов. У аль-Бакиллани и аль-Джувайни намечается усиливающаяся тенденция к выделению роли человеческой способности в «присваивании». Неясная роль воли и способности человека в «присваивании» породило крылатое выражение, сохранившееся до сих пор, во всяком случае в среде образованных людей: «Это более непонятно, чем касб ашаритов».
Мутазилиты обозначали словом касб волевые действия человека в соответствии с употреблением коранических терминов касб и иктисаб в смысле «делать», «совершать» ('амила). Такое понимание касба было характерно для багдадских мутазилитов и зейдитов. Мутазилитский богослов аш-Шаххам подобно Дирару и ан-Наджжару утверждал, что любое человеческое действие потенциально имеет двух инициаторов — Бога и человека, однако он полагал, что в действительности реализуется одна из двух возможностей, так что у действия оказывается только один инициатор. Этой точки зрения придерживались Абу Али аль-Джуббаи, употреблявший вместо касба употреблял термин халк («творение»), и ан-Наши аль-Акбар (ум. в 906 г.).
Абу Хамид аль-Газали использовал термин касб для обозначения для действия, осуществляемого человеком произвольно, и в то же время вынужденно, так как и само это решение оказывается в конечном счете вынужденным. Согласно аль-Газали такие действия человека занимают промежуточное положение между действиями, осуществляющимися по «принуждению» (джабр) и действиями, основанными «на свободе выбора» (ихтияр).
Ибн Рушд (1126—1198) противопоставлял ашаритской концепции касба концепция иктисаба, согласно которой место «принуждения» и «свободного выбора Бога» в его учении занимает «необходимость». Согласно Ибн Рушду внешние обстоятельства детерминируют человеческую волю.